# Vienna, Wisconsin
Vienna är en kommun (town) i Dane County i delstaten Wisconsin i USA. Vid folkräkningen år 2000 bodde 1 294 personer på orten. Den har enligt United States Census Bureau en area på totalt 92,2 km², varav 0,1 km² är vatten.